# 博讷勃艮第公爵府
博讷勃艮第公爵府（Hôtel des ducs de Bourgogne de Beaune）位于法国勃艮第科多尔省博讷，是一个十四世纪宫殿，1938年开辟为勃艮第葡萄酒博物馆（Musée du vin de Bourgogne）。
该建筑于1924年4月5日列为法国历史古迹，博物馆也获得“法国博物馆”（Musée de France）称号。

## 历史

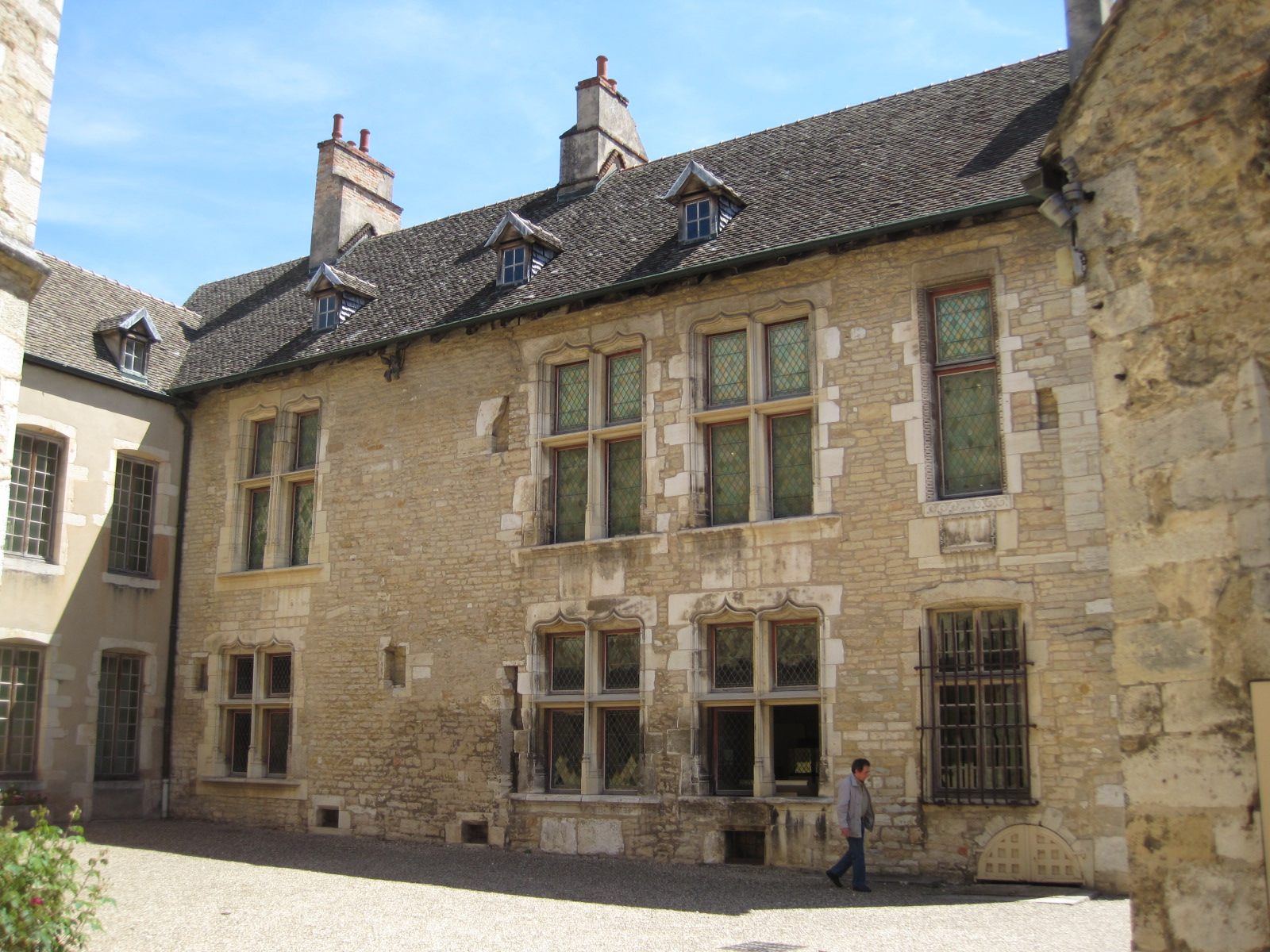
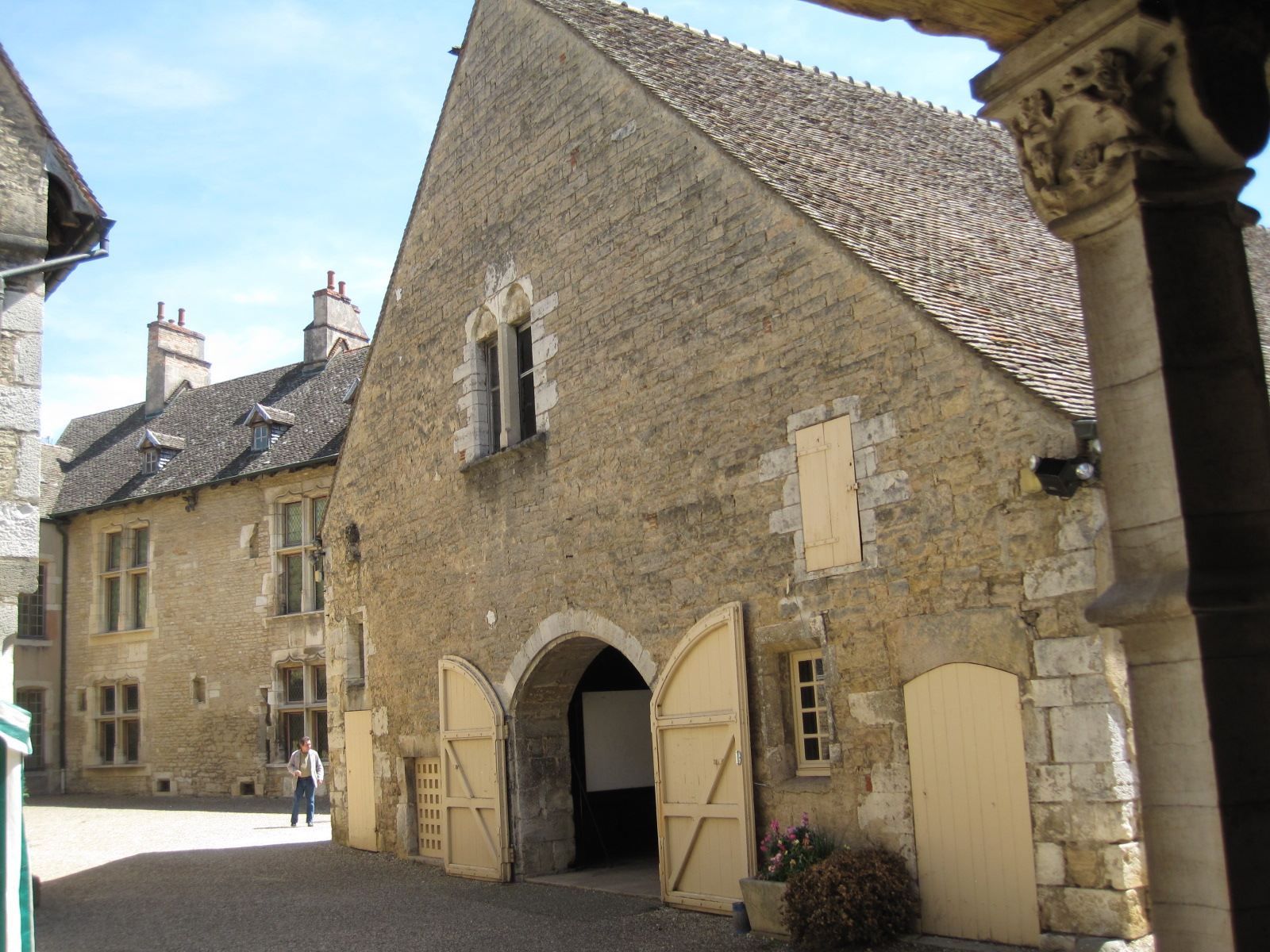
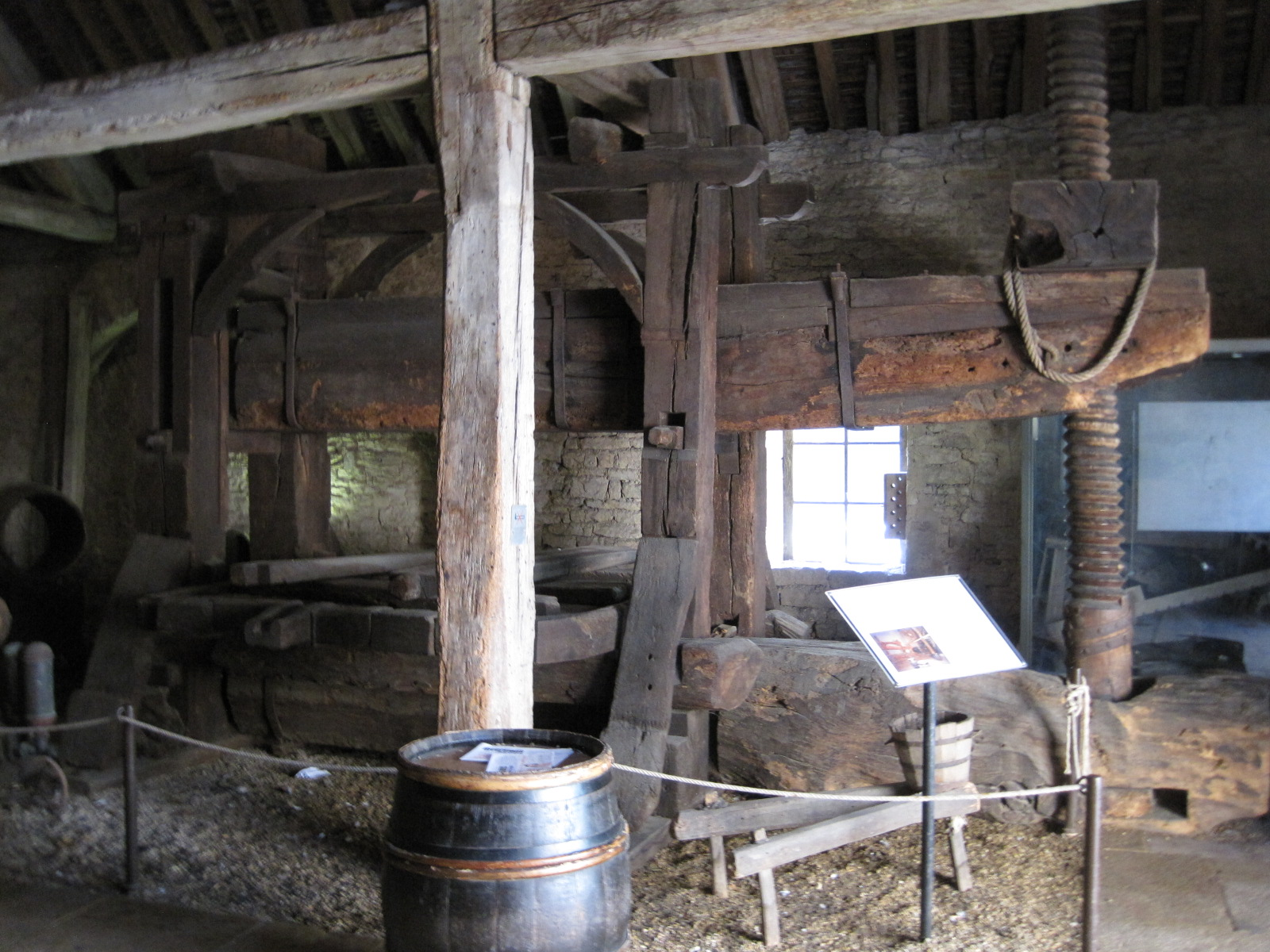
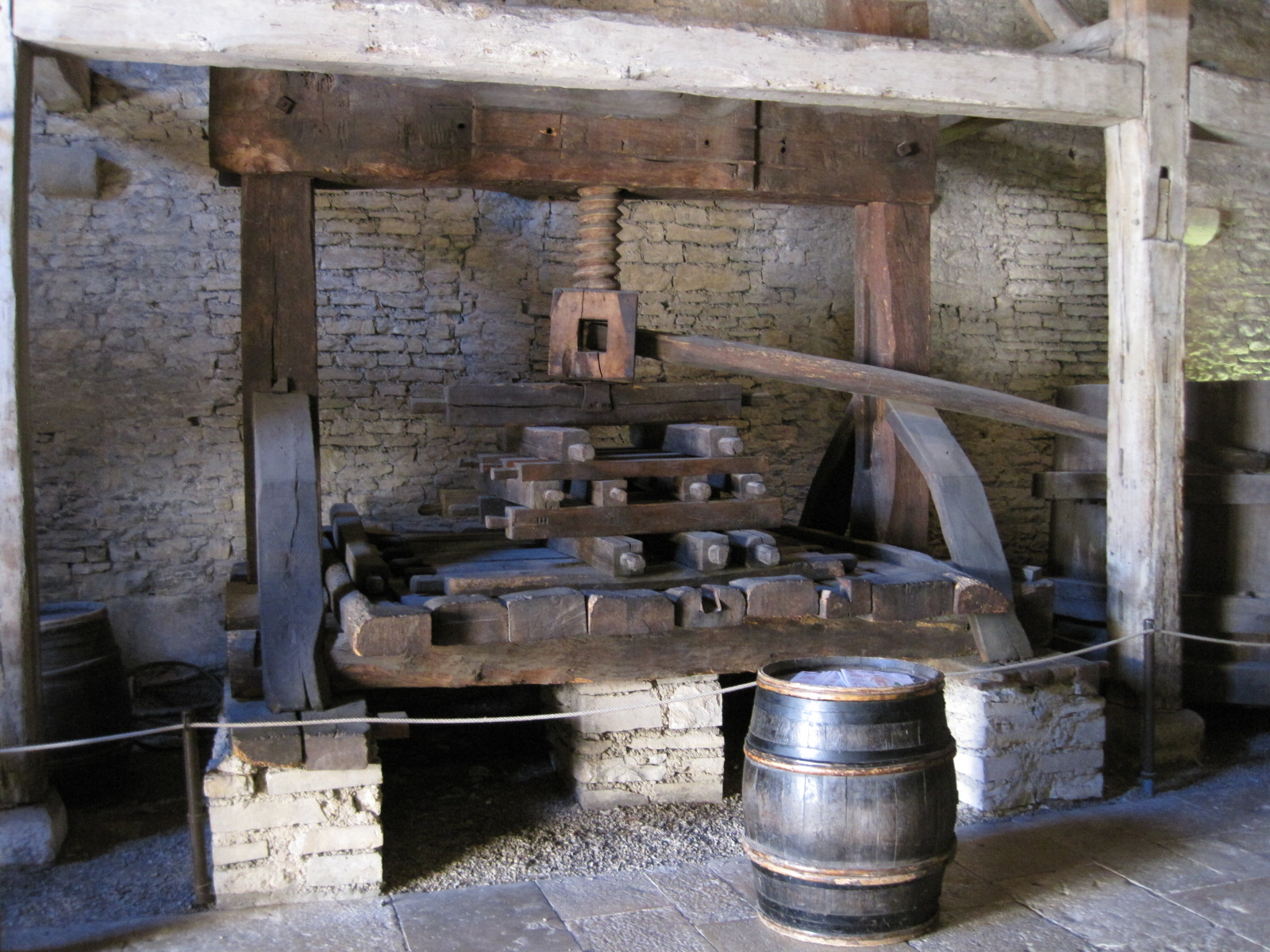
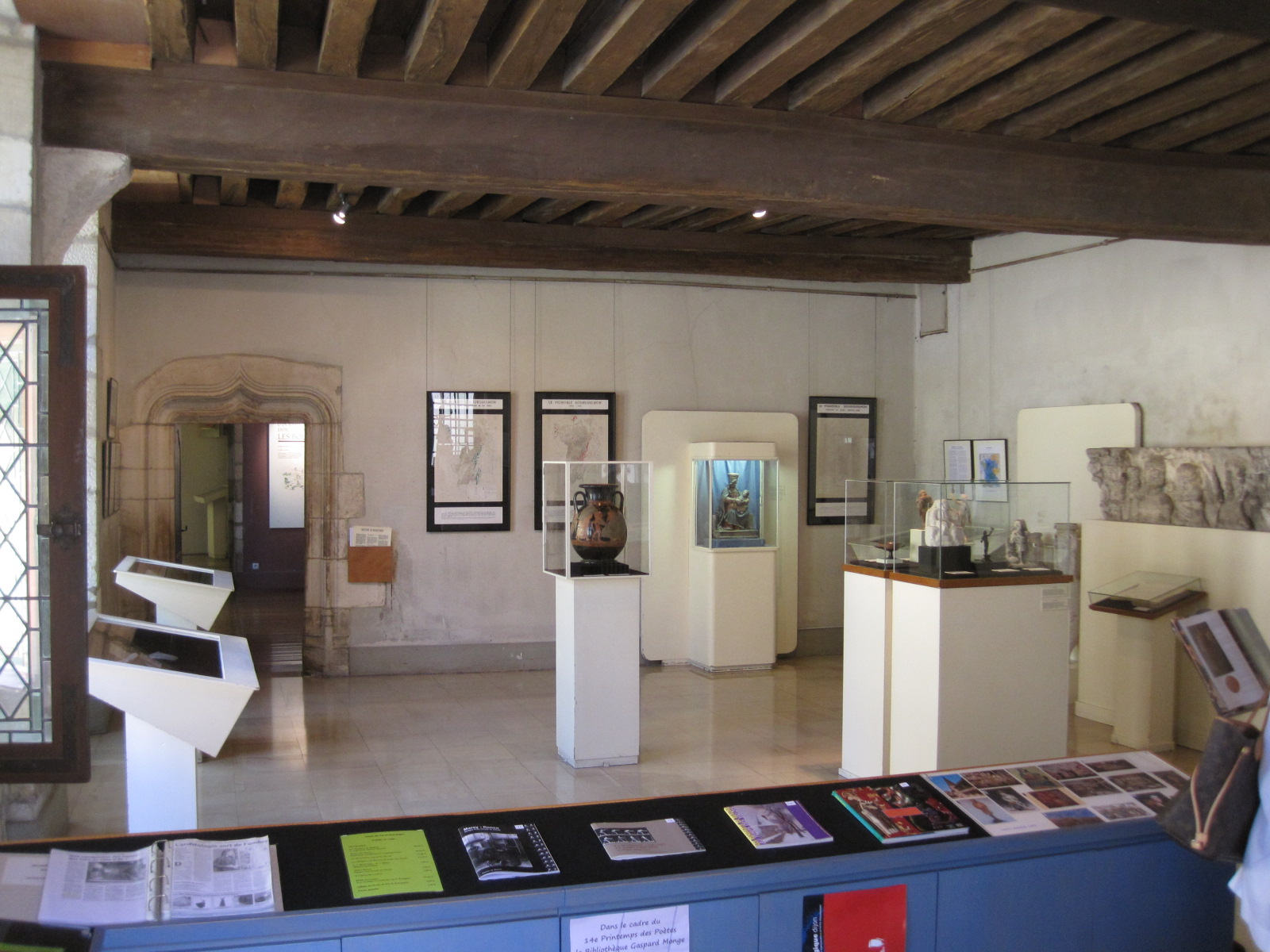
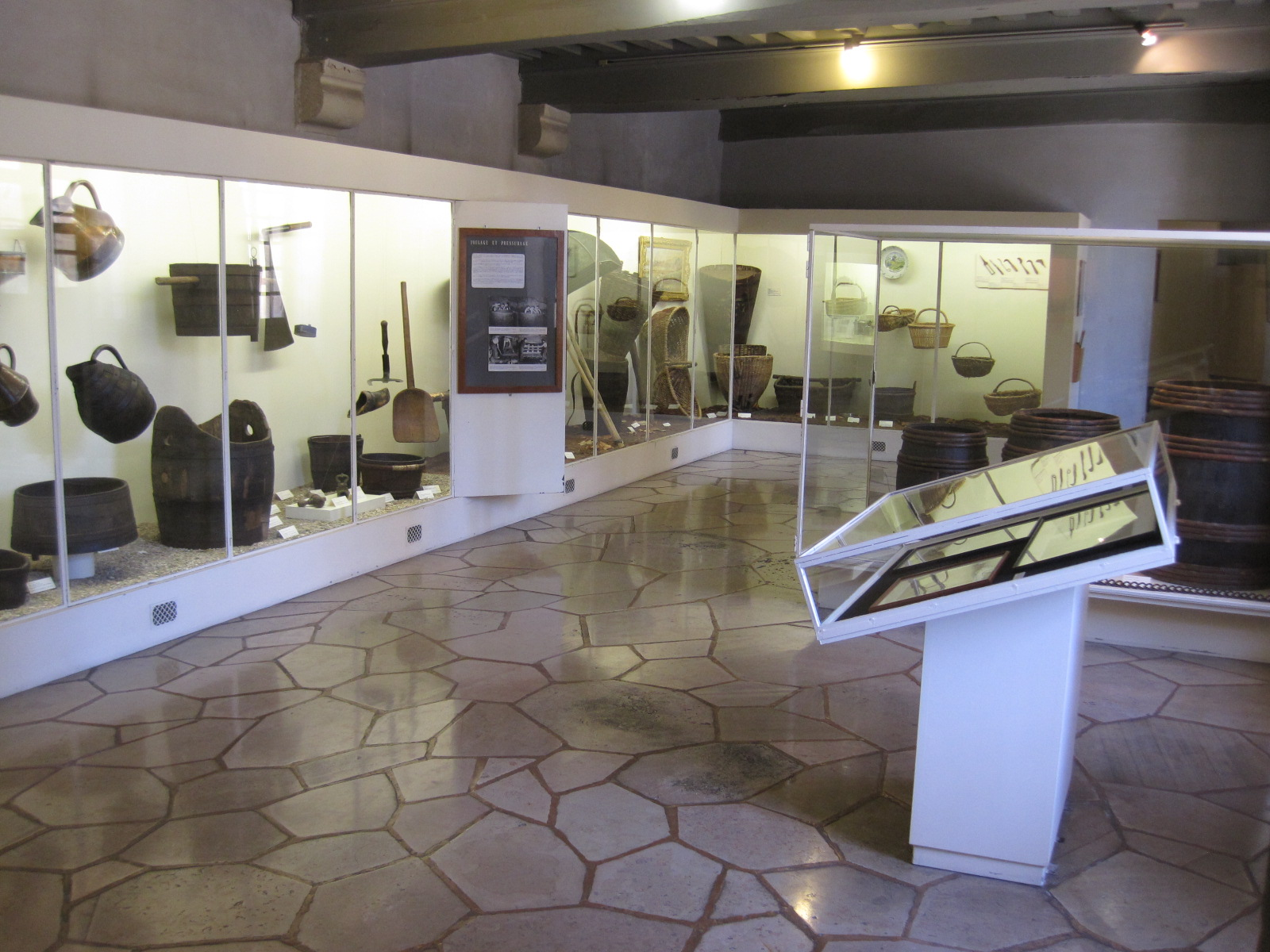
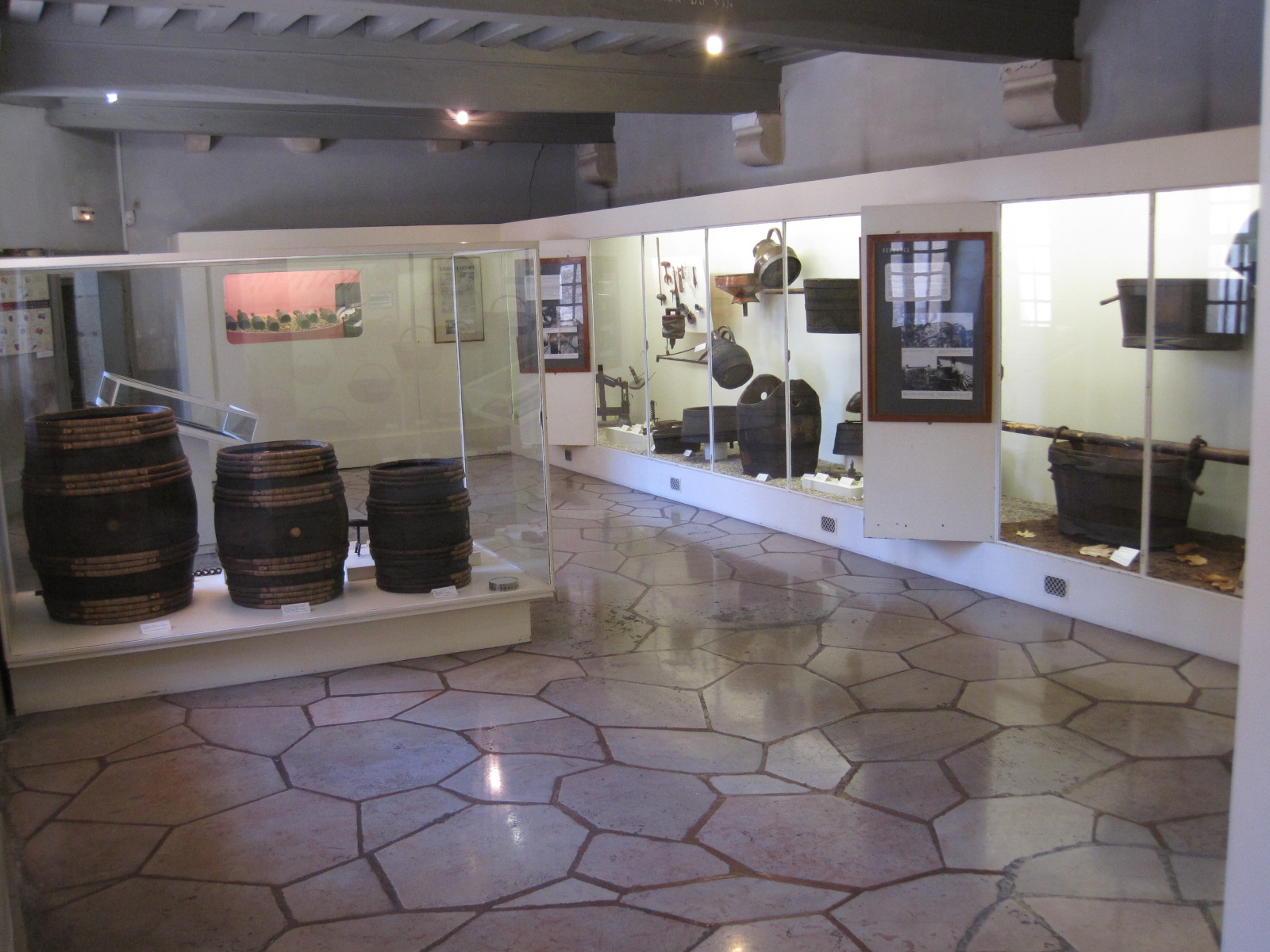
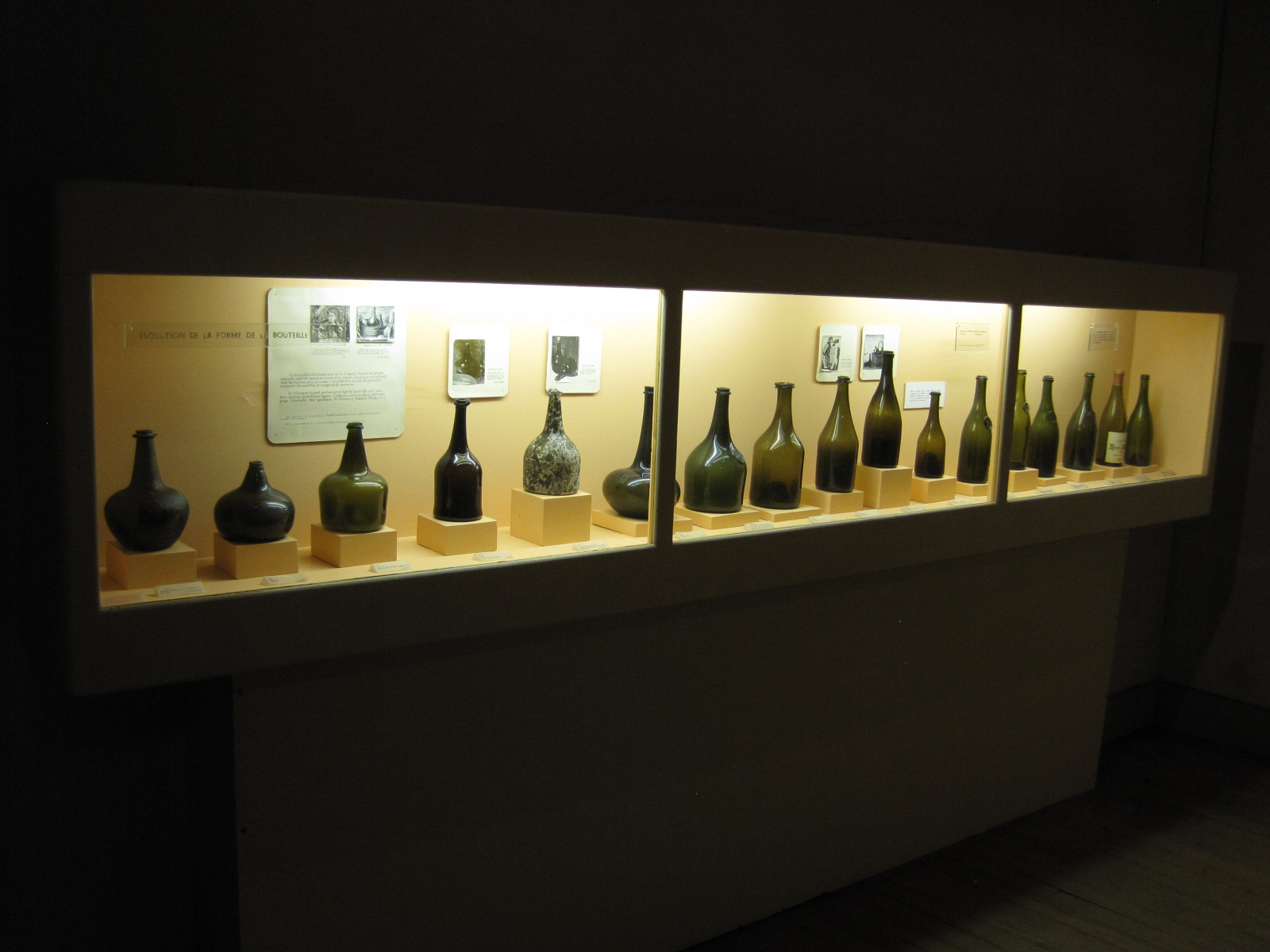
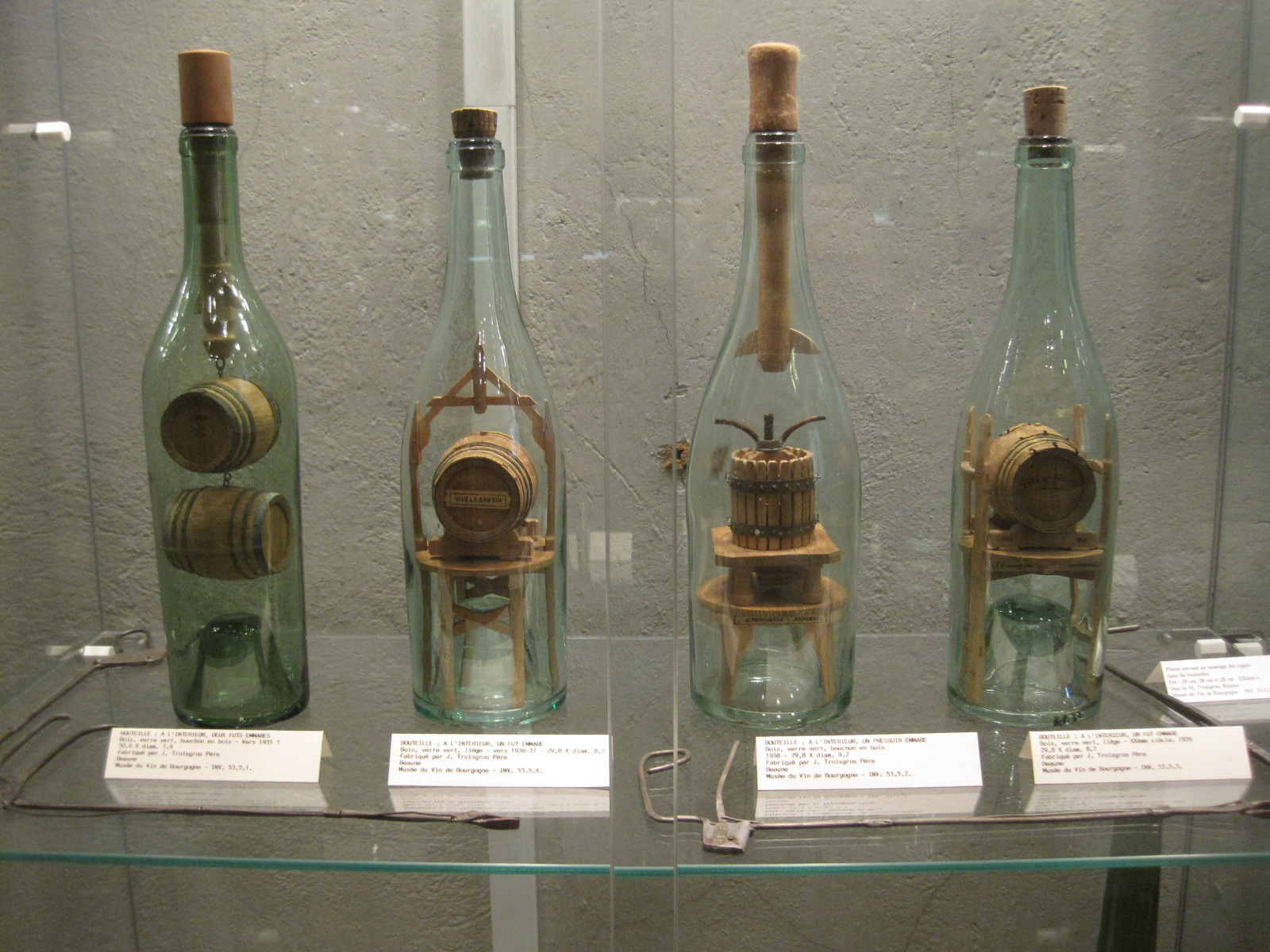
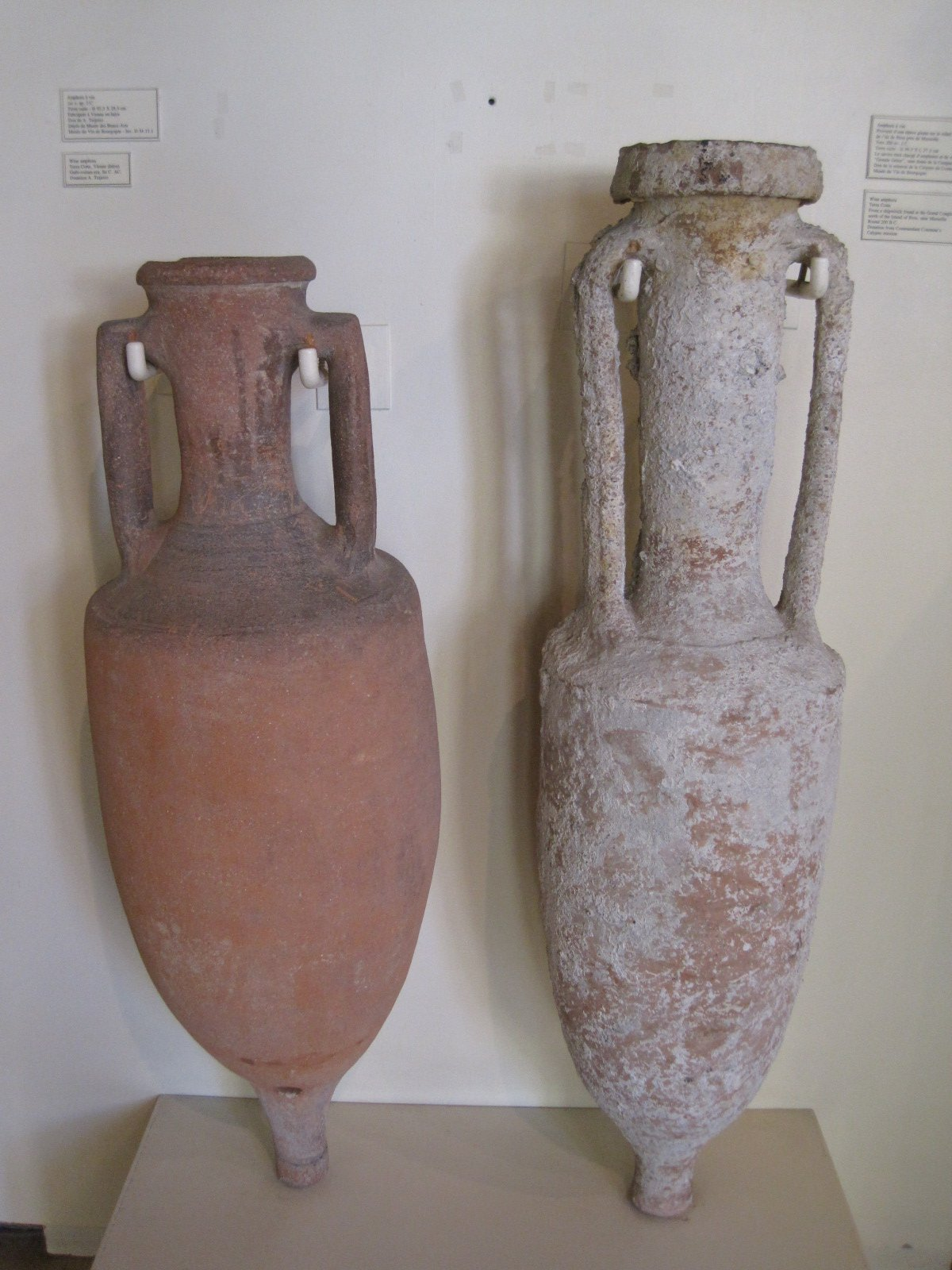
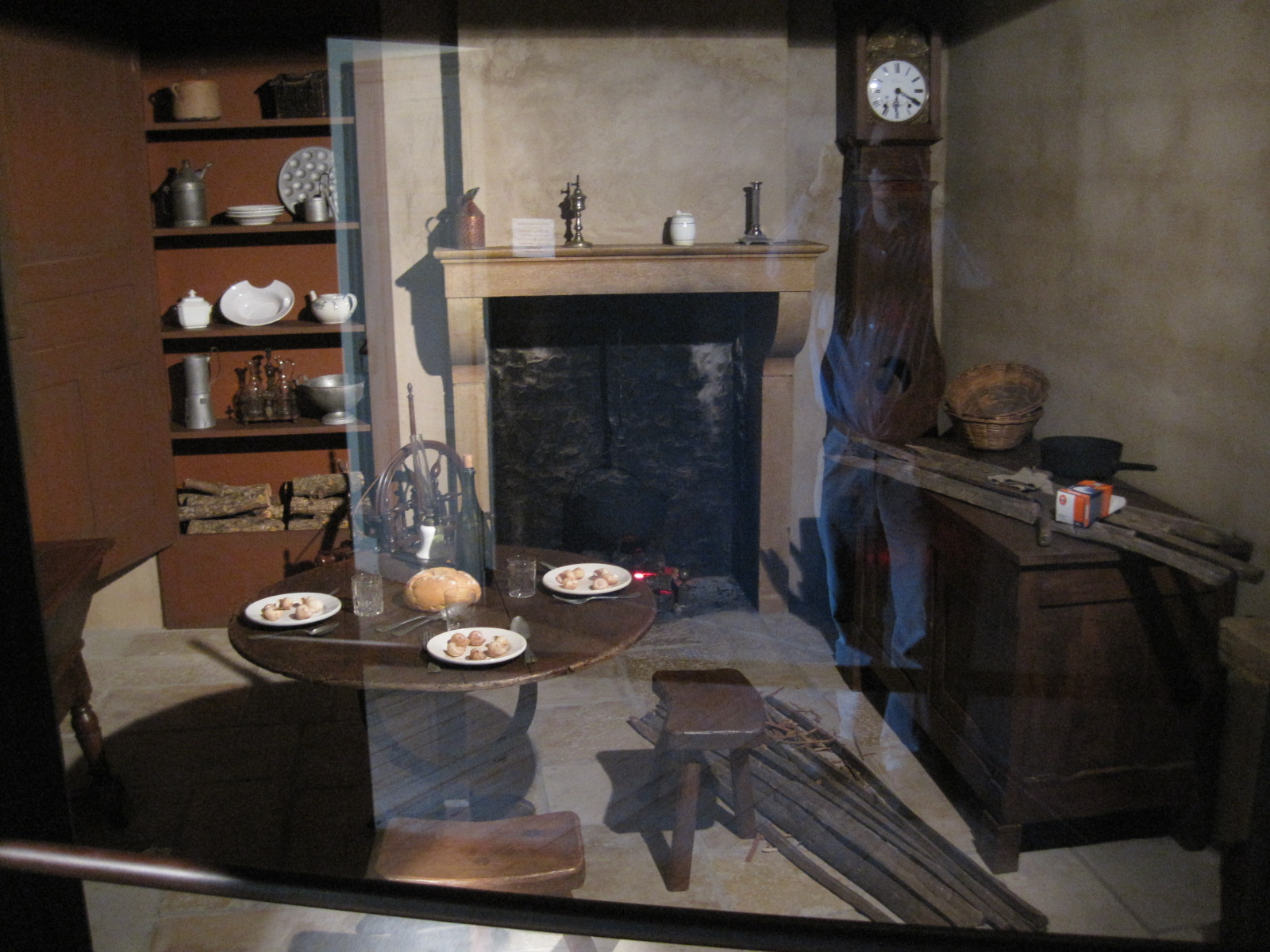
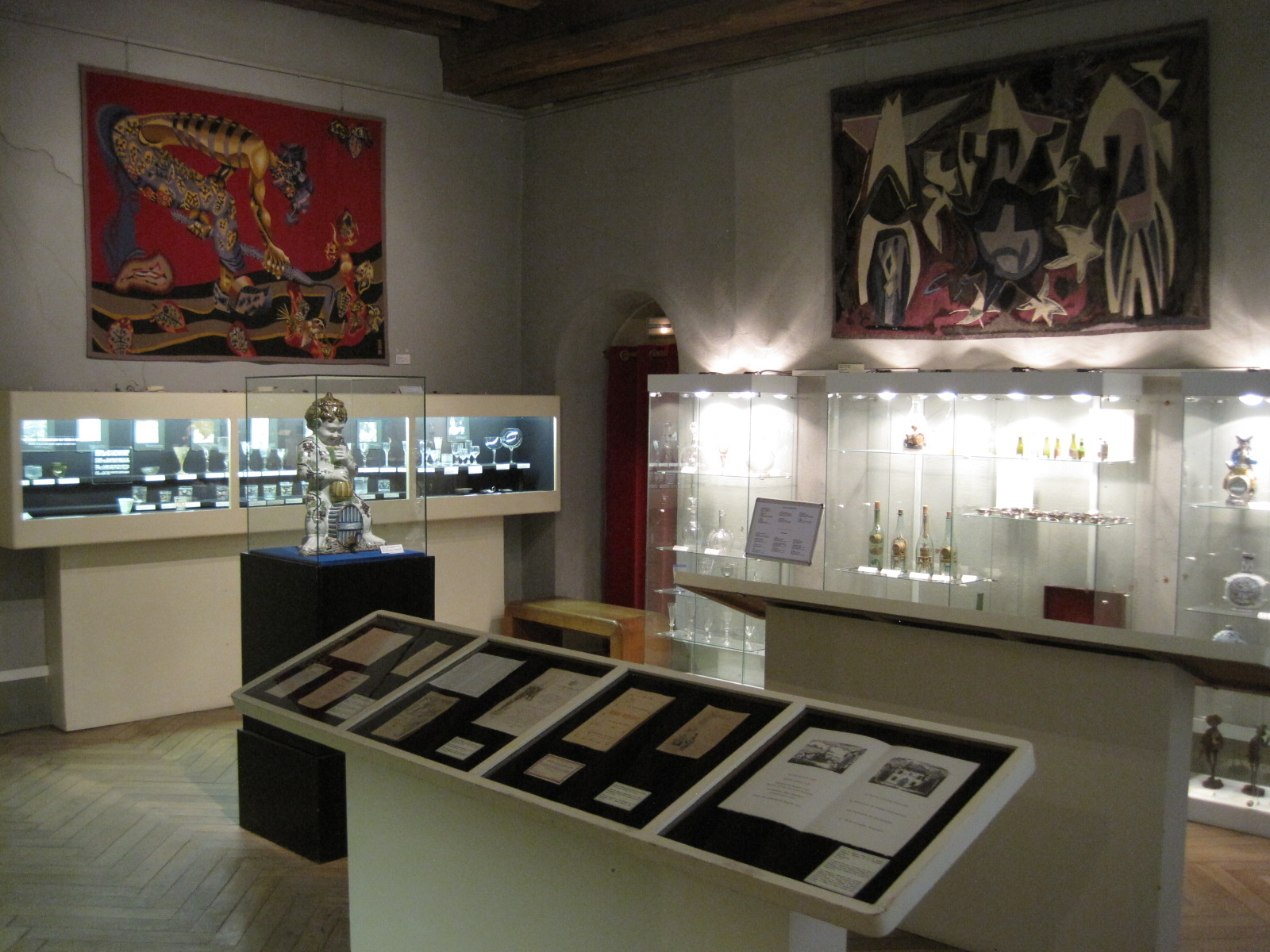
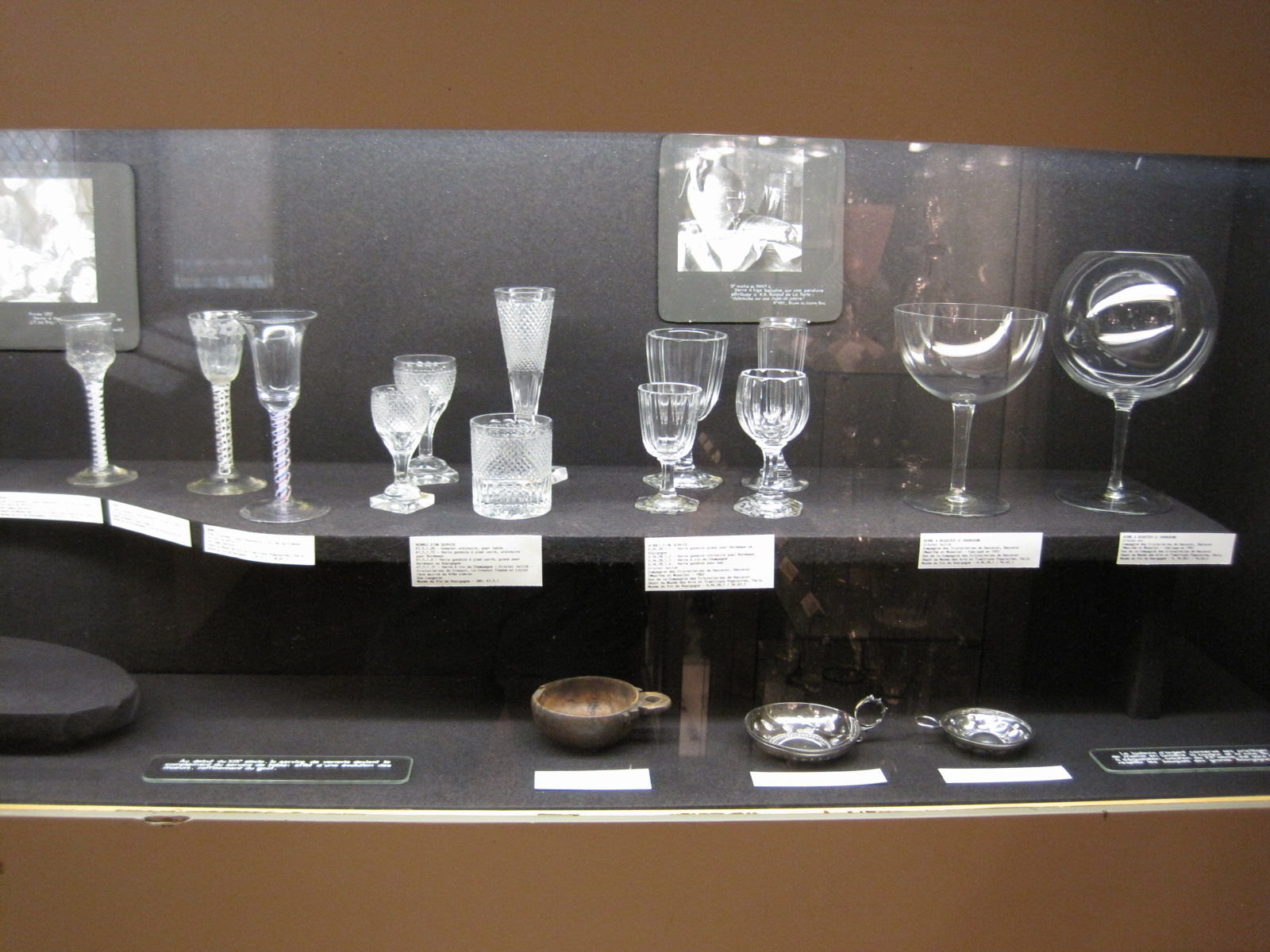
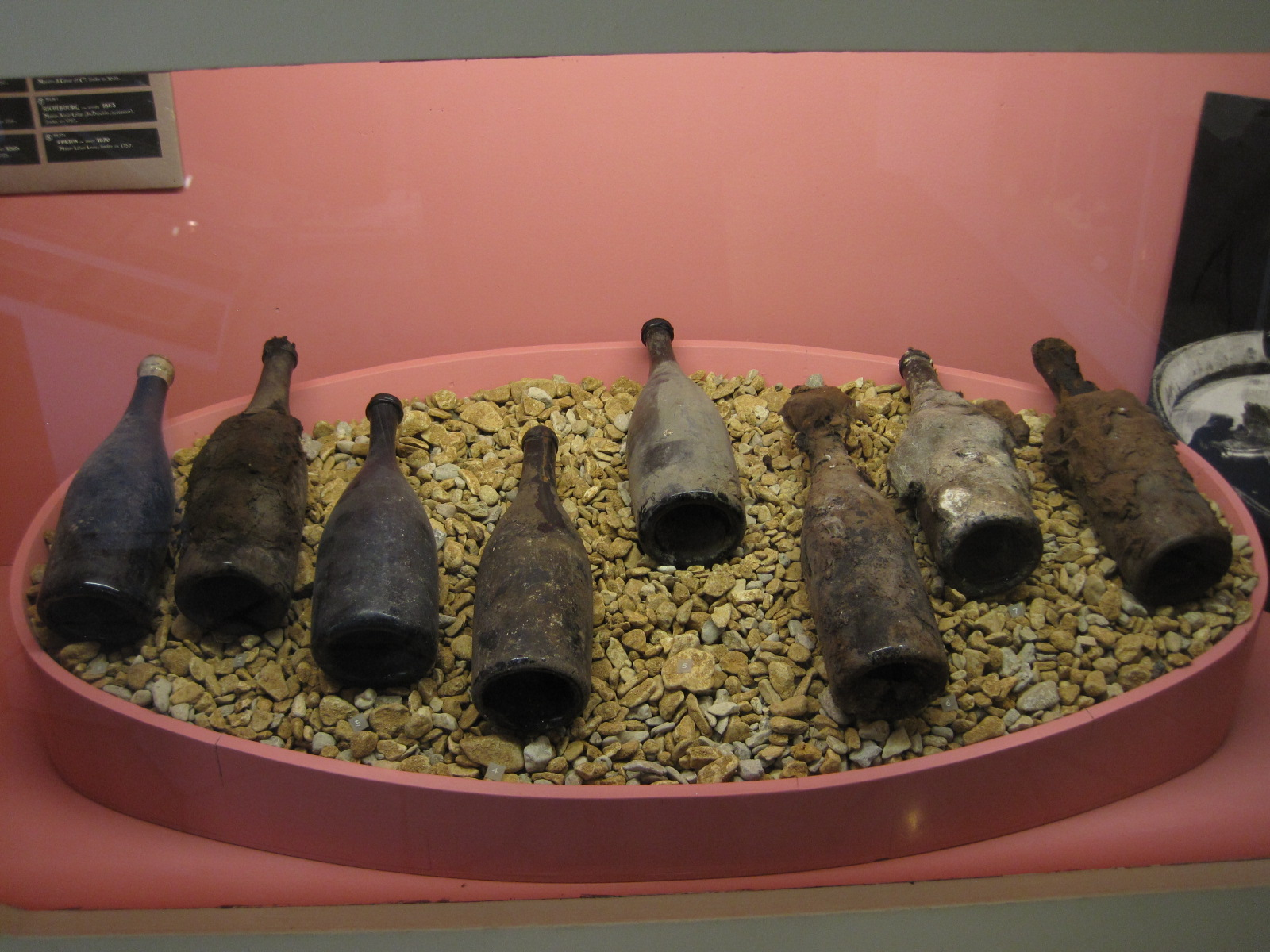